# 求職Sensation / 笑吧 / 花模樣
《求職Sensation / 笑吧 / 花模樣》（就活センセーション/笑って/ハナモヨウ）是日本的女子偶像組合山茶花工廠的第2張單曲。2017年7月26日由zetima發售。

## 概要
- “求職Sensation”是以求職生直率的情感做為題材。此曲中的Solo部分是由岸本ゆめの、小野瑞歩負責。
  - MV拍攝時，前Berryz工房的熊井友理奈特別擔當演出。
  - 亦獲得第59回日本唱片大賞最優秀新人賞的提名及受賞。
- “笑吧”
  - 歌詞與主流出道前的山茶花工廠相關。
- 此單曲有7個版本，分別有「初回生產限定盤A、B、C、SP」和「通常盤A、B、C」。
- 在Oricon公信榜單曲週榜取得第5名。

## 收錄内容

### 初回生產限定盤A、通常盤A
CD
1. 求職Sensation
（作詞、作曲：中島卓偉、編曲：ダンス☆マン）
2. 笑吧
（作詞、作曲：津野米咲、編曲：平田祥一郎）
3. 花模樣
（作詞：MEG.ME、作曲、編曲：KOUGA）
4. 求職Sensation (Instrumental)
5. 笑吧 (Instrumental)
6. 花模樣 (Instrumental)

DVD（初回生產限定盤A）
1. 求職Sensation（MV）

### 初回生產限定盤B、通常盤B
CD
1. 求職Sensation
（作詞、作曲：中島卓偉、編曲：ダンス☆マン）
2. 笑吧
（作詞、作曲：津野米咲、編曲：平田祥一郎）
3. 花模樣
（作詞：MEG.ME、作曲、編曲：KOUGA）
4. 求職Sensation (Instrumental)
5. 笑吧 (Instrumental)
6. 花模樣 (Instrumental)

DVD（初回生產限定盤B）
1. 笑吧（MV）

### 初回生產限定盤C、通常盤C
CD
1. 求職Sensation
（作詞、作曲：中島卓偉、編曲：ダンス☆マン）
2. 笑吧
（作詞、作曲：津野米咲、編曲：平田祥一郎）
3. 花模樣
（作詞：MEG.ME、作曲、編曲：KOUGA）
4. 求職Sensation (Instrumental)
5. 笑吧 (Instrumental)
6. 花模樣 (Instrumental)

DVD（初回生產限定盤C）
1. 花模樣（MV）

### 初回生產限定盤SP
1. 求職Sensation
（作詞、作曲：中島卓偉、編曲：ダンス☆マン）
2. 笑吧
（作詞、作曲：津野米咲、編曲：平田祥一郎）
3. 花模樣
（作詞：MEG.ME、作曲、編曲：KOUGA）
4. 求職Sensation (Instrumental)
5. 笑吧 (Instrumental)
6. 花模樣 (Instrumental)

DVD
1. 求職Sesation（Dance shot）
2. 笑吧（Dance shot）
3. 花模樣（Dance shot）

## 外部連結
- 山茶花 Factory官方網站 （页面存档备份，存于）（日語）
- YouTube上的《求職Sensation》PV
- YouTube上的《笑吧》PV
- YouTube上的《花模樣》PV